# 賴志穎
賴志穎（1981年－），台北人，目前定居於加拿大蒙特婁。大學就讀台灣大學農業化學系，日後分別取得台灣大學微生物與生化學研究所碩士，加拿大麥基爾大學生物學博士學位。除了微生物學專業，他也擅長文學創作，曾榮獲林榮三文學獎、寶島文學獎、全國台灣文學營創作獎、全國學生文學獎（後為全球華文學生文學獎）等獎項。作品著有短篇小說集《匿逃者》、《魯蛇人生之諧星路線》，長篇小说《理想家庭》。

## 生平
賴志穎於1981年出生於台灣台北，曾為居毛少翁社，建中樂旗隊十五屆及青韵合唱團團員。畢業於台灣大學農業化學系，後來取得台灣大學微生物與生化學研究所碩士，並於加拿大留學取得加拿大麥基爾大學博士。畢業後持續學習微生物方面的知識，目前在蒙特婁大學的實驗室研究農作物的收成與它們根部的微生物菌群數量的關係。
除了微生物學專業背景，他從高中時期開始便開始從事創作。賴志穎的創作以小說為主，作品風格迥異，勇於嘗試截然不同的小說形式表現作品主題，充滿強烈的實驗與前衛性質，他曾經表示「形式無好壞，就是對或不對而已，對的形式能幫小說增添更多的象徵，不對的形式就是讓人難以進入內容」。由於他不是文科出身，故選擇投稿參加文學獎比賽，一方面發表自身創作，另一方面也因為頻頻得獎而取得文壇注目。 他的作品屢受文學獎青睞，曾獲寶島文學獎、全國台灣文學營創作獎、全國學生文學獎(後為全球華文學生文學獎)、建中紅樓文學獎，作品〈獼猴桃〉更曾榮獲第二屆林榮三文學獎短篇小說獎首獎。
賴志穎目前居住於加拿大蒙特婁，主要工作為微生物學研究者，業餘從事寫作。雖然他住在加拿大，遠離中文文學中心的寫作，但會用網路追蹤臺灣的文壇。

## 作品
短篇小說集
- 《匿逃者》（台北：印刻出版社，2008年，ISBN 9789866631139）
- 《魯蛇人生之諧星路線》（台北：印刻出版社，2016年，ISBN 9789863871347）

長篇小说
- 《理想家庭》（台北：印刻出版社，2012年，ISBN 9789865933418）